# Несущий кузов

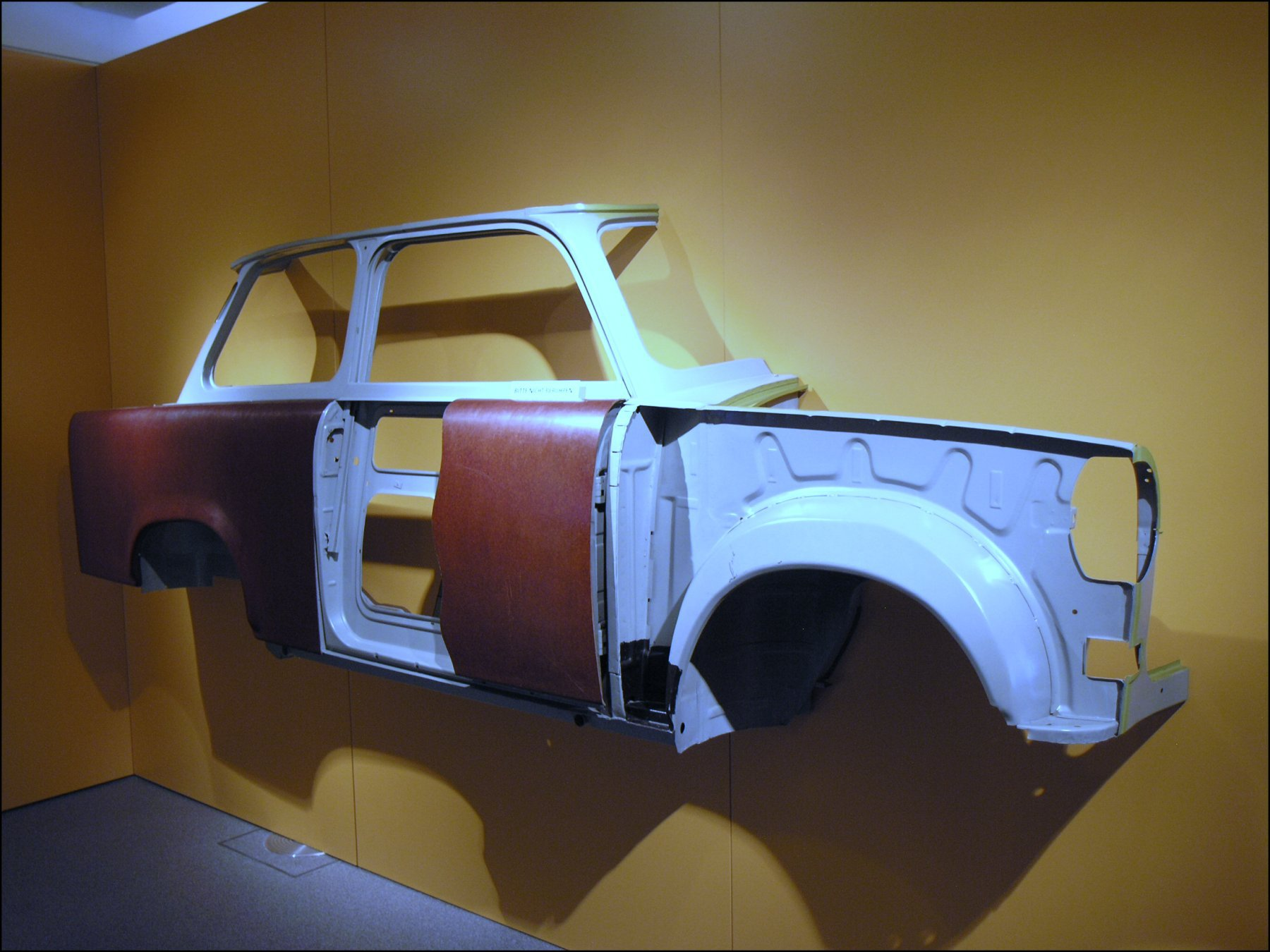
Конструкция каркасно-панельного несущего кузова с металлическим каркасом и пластмассовой обшивкой.

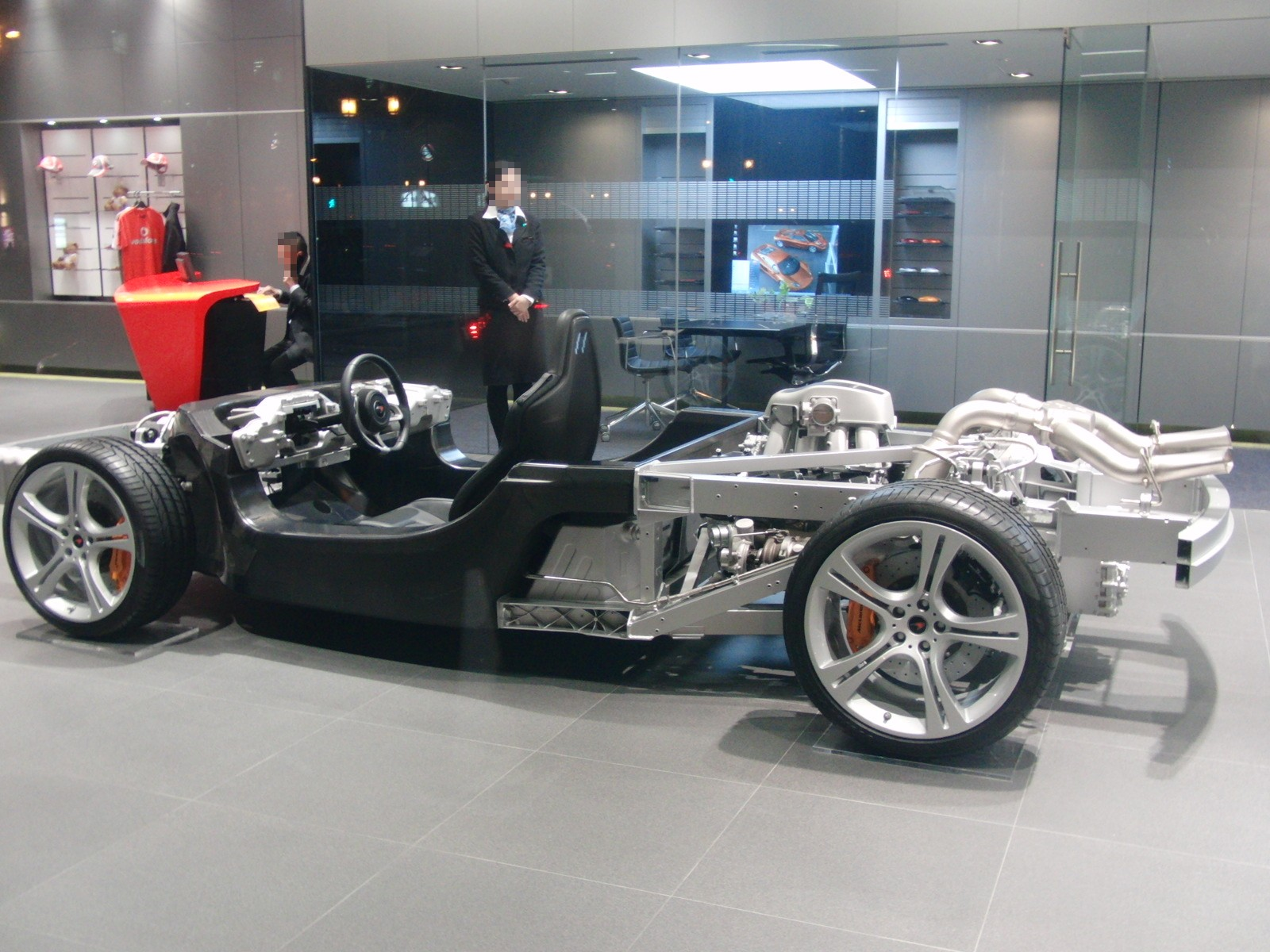
Несущее основание кузова (сам кузов отделён с нарушением структурной целостности с целью демонстрации конструкции шасси автомобиля).

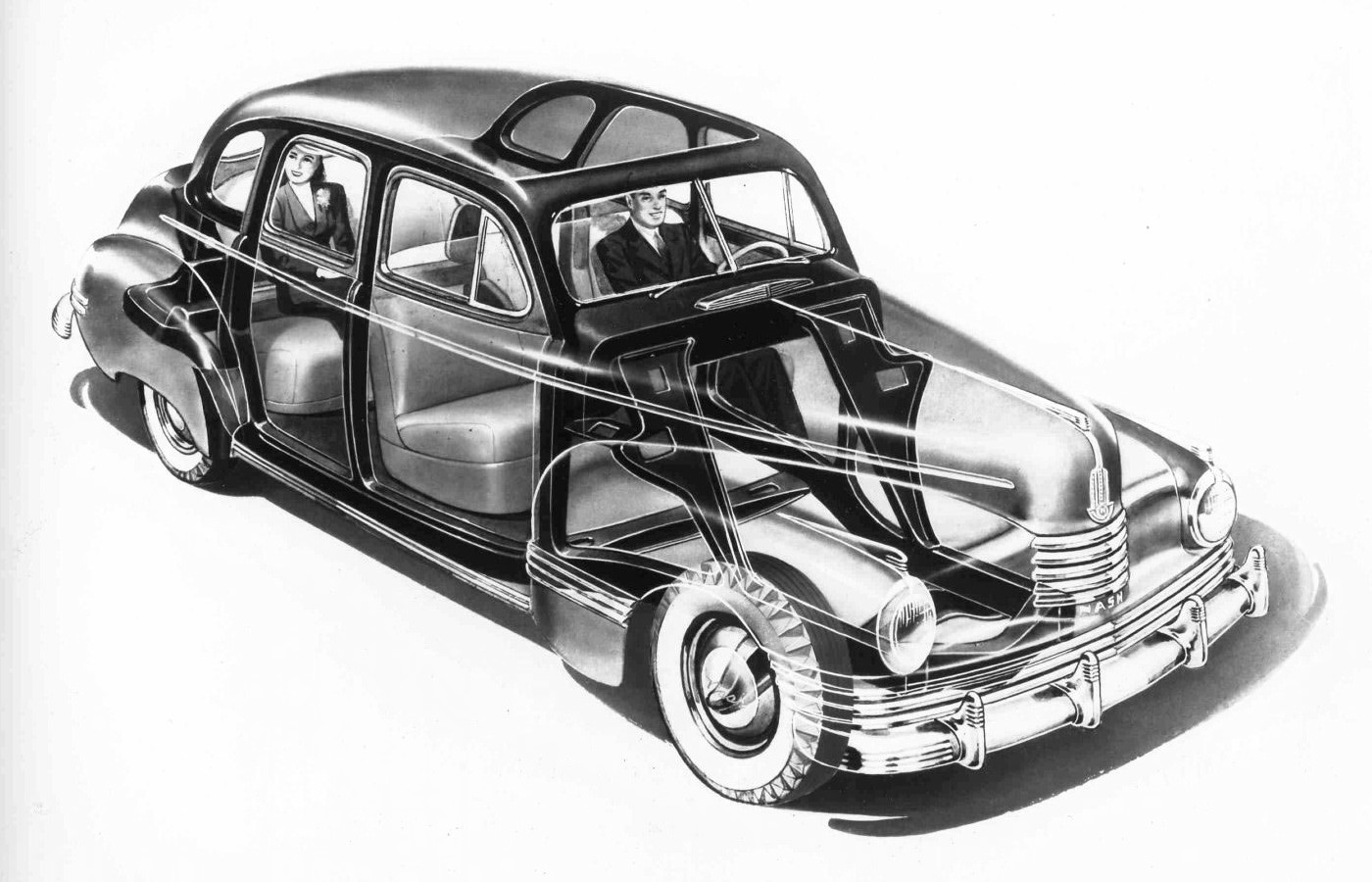
Несущий кузов скелетного (полукаркасного) типа, состоящий из оболочки и приваренных к ней усилителей, образующих облегчённый каркас.

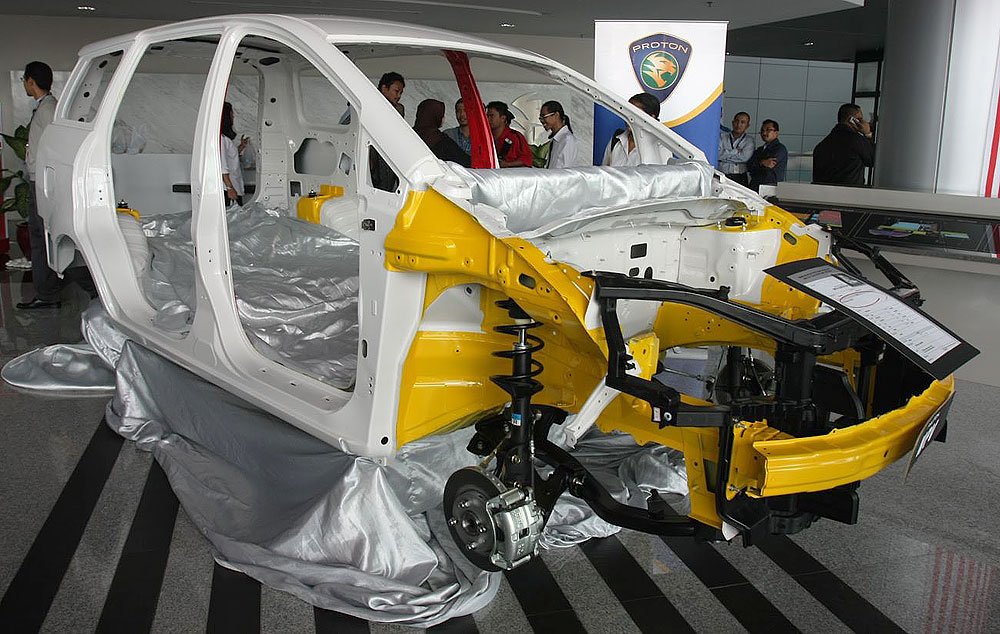
Оболочковый несущий кузов.

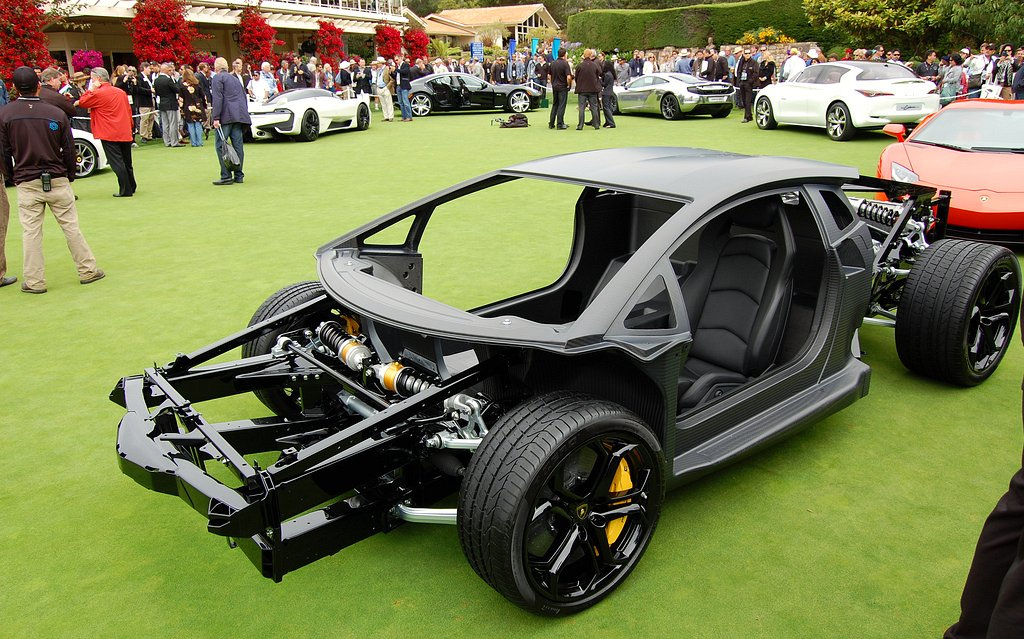
Бескаркасно-скорлупный кузов-монокок из углепластика с лонжеронным подрамником в передней оконечности.

Несущий кузов — разновидность несущей системы автомобиля, при которой все элементы и связи кузова участвуют в воспринятии воздействующих на него нагрузок.
Автомобили с несущим кузовом также называют безрамными, так как функции рамы такого автомобиля выполняет сам кузов.

## Международная терминология
Стоит иметь в виду, что не во всех иностранных языках имеется термин, напрямую аналогичный понятию «несущий кузов». Так, если немецкое Selbsttragende Karosserie полностью соответствует по смыслу русскому «(само)несущий кузов», то уже английское Unibody, Unitised Body, обычно переводимое тем же словосочетанием, на самом деле означает «кузов, объединённый в единый сборочный узел» и может обозначать как собственно несущий кузов, так и жёстко объединённый с рамой полунесущий — то есть, здесь определяющим признаком является не способность воспринимать нагрузки, а физическое объединение кузова с несущей системой. Во французском языке для несущих кузовов используется термин Monocoque (а в других романских языках — «кальки» с него, например, исп. Monocasco, итал. Monoscocca), хотя с инженерной точки зрения кузова серийных автомобилей почти никогда не бывают чистыми монококами.

## Типология
По используемой силовой схеме выделяют безрамные автомобили с несущим основанием и с несущим корпусом.
У автомобилей с несущим основанием основную часть рабочих нагрузок, возникающих при движении автомобиля, воспринимает усиленное плоское днище кузова; у автомобилей с несущим корпусом их восприятие осуществляет объёмный каркас кузова (при практически не нагруженных кузовных панелях) или сама образованная кузовными панелями трёхмерная структура с местным усилением.
Также выделяют несущие кузова с замкнутой силовой структурой, у которых силовая структура образует замкнутый контур благодаря наличию крыши, сводящий вместе все вертикальные силовые элементы, и с незамкнутой силовой структурой, то есть — открытые, вроде кабриолетов и родстеров, а также пикапы и фургоны типа Иж-2715, у которых крыша грузового отсека не является несущей.
По конструктивному оформлению разделяют кузова (не только несущие) каркасно-панельные, скелетные, оболочковые, бескаркасно-скорлупные.
Каркасно-панельный несущий кузов имеет каркас из труб или штампованных металлических профилей, на который крепятся облицовочные панели, в очень незначительной степени повышающие его жёсткость. Такую конструкцию имели, к примеру, кузова мотоколясок С1Л и С3А, многие автобусы (например, ПАЗ-3204), а также — некоторые кузова с наружными панелями из пластиков, например,  французской мотоколяски (квадрицикла с кузовом) Aixam A741 с алюминиевым каркасом и наружными панелями из АБС-пластмассы. Такой кузов прост в кустарном ремонте, в особенности при использовании стандартных профилей для каркаса и разъёмных (болтовых, заклёпочных) креплениях наружных панелей. Однако его производство трудоёмко, что делает его пригодным только для автомобилей со сравнительно небольшими масштабами выпуска. Кроме того, каркасно-панельный кузов при прочих равных будет наиболее тяжёлым, так как наружные панели в нём не участвуют в воспринятии нагрузок, вынуждая усиливать каркас.
Этот тип несущего кузова не следует путать с кузовом с пространственной рамой, у которого наружные облицовочные панели играют исключительно декоративную роль и вообще не участвуют в воспринятии нагрузки (как, например, у дрегстеров класса Funny Car, представляющих собой полностью разгруженный пластиковый обтекатель с лёгким подкреплением внутри, установленный на несущей пространственной раме из труб).
У скелетного (полукаркасного) кузова каркас в значительной степени редуцирован, он представлен отдельными стойками, дугами и усилителями, приваренными к наружным и внутренним облицовочным панелям, наравне с ним участвующим в воспринятии нагрузки. Такой кузов легче каркасного, но всё ещё достаточно сложен и трудоёмок в массовом производстве из-за большого количества сборочных операций, многие из которых выполняются вручную и требуют взаимных подгонок деталей.
Оболочковые (бескаркасные) кузова наиболее распространены, большинство современных несущих кузовов принадлежат к этому типу — они свариваются точечной сваркой из крупногабаритных внутренних и наружных панелей, отштампованных как правило из стального листа, которые вместе образуют замкнутую пространственную систему, в которой роль каркаса играют выштамповки на самих панелях. Данный вариант несущего кузова наиболее приспособлен для условий массового производства, экономичен и технологичен, однако его ремонт в процессе эксплуатации в значительной степени затруднён ввиду сложной формы панелей и малого числа их сопряжений, что зачастую даже при незначительных повреждения вынуждает целиком заменять всю панель. В настоящее время происходит распространение алюминиевые или композитные сталеалюминиевые несущие кузова, в производстве которых наряду со сваркой широко используются заклёпочные соединения и склеивание.
Скорлупные кузова представляют собой монокок из неметаллических материалов (стеклопластик, углепластик, термопластик и так далее) с минимальным локальным усилением.

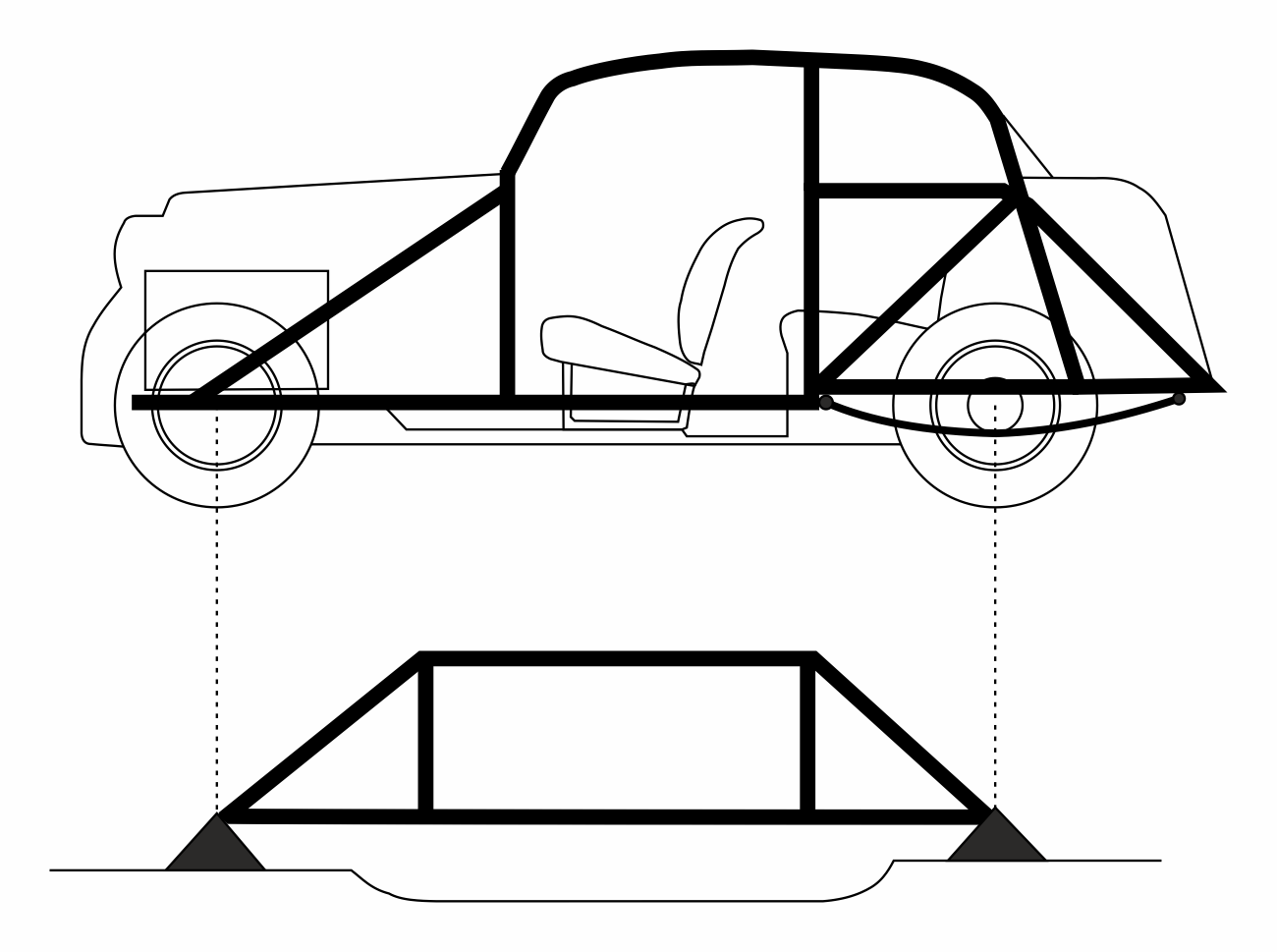
Схема несущего кузова автомобиля как ферменной конструкции. Роль элементов фермы играют приваренные к оболочке кузова усилители и выштамповки на ней

## Конструкция
У несущего кузова различают нижний силовой пояс (днище с усилением — короба порогов, поперечины пола, раскосы пола, лонжероны), средний силовой пояс (щит передка, брызговики крыльев, вертикальные стойки, подоконные брусья) и верхний силовой пояс (каркас крыши и сама крыша). У несущего кузова с незамкнутой силовой структурой (кабриолета, отчасти пикапа) верхний силовой пояс отсутствует, а практически все нагрузки воспринимаются нижним силовым поясом.
Изредка можно встретить довольно экзотические способы усиления кузова, например, на автомобилях ГАЗ-12 ЗИМ усилителем является каркас переднего сиденья.
С точки зрения характера работы несущий кузов с замкнутой силовой структурой может быть уподоблен пространственной ферме, элементы которой (стержни) образованы либо каркасом (у каркасно-панельного кузова), либо конфигурацией оболочки кузова и прикреплёнными к ней усилителями (короба порогов, стойки и прогоны крыши, подоконные брусья и т. п.). Соответственно, для приближённого расчёта несущего кузова на прочностью используются примерно те же методики, что и для мостовых ферм и подобных конструкций (в настоящее время для этой цели широко используется конечно-элементный анализ напряжённых состояний системы с использованием вычислительной техники).
Несущий кузов с незамкнутой силовой структурой (кабриолет, родстер, фаэтон) может с той же точки зрения быть уподоблен балке.